# Jacek Dehnel
Jacek Maria Dehnel, né le 1er mai 1980  à Gdańsk, est un écrivain, poète, traducteur, romancier et peintre polonais.

## Biographie
Après un cursus scolaire secondaire au Lycée Żeromski (pl) d'Oliwa (quartier de Gdańsk), Jacek Dehnel suit un cursus interdisciplinaire en sciences humaines (pl) (lettres polonaises et anglaises) à l'université de Varsovie. Il est lauréat de nombreux concours de poésie et l'auteur de plusieurs livres de poésie, romans et nouvelles.
Il publie notamment dans les revues Studium, Topos, Tytuł, Kwartalnik Artystyczny (pl), Zeszyty Poetyckie (pl), Akcent (pl), Przegląd Powszechny (pl). Il traduit en polonais des poèmes de Osip Mandelstam (inédits) et Philip Larkin.
De septembre 2006 à juillet 2009, il anime sur TVP 1 avec le musicien Tymon Tymański (pl) et journaliste Maciej Chmiel (pl), l'émission culturelle Łossskot (pl).
Il est membre du Conseil des programmes de la galerie nationale d’art Zachęta, chroniqueur sur le site web Wirtualna Polska (Rubrique Livres) et pour l'hebdomadaire Polityka (Rubrique Café littéraire).
Il vit à Varsovie. Il assume son homosexualité, qui se reflète dans sa poésie.

## Œuvres

### Poésie
- Żywoty równoległe (Vies parallèles), Cracovie, Zielona Sowa, 2004
- Wyprawa na południe (Expédition vers le Sud), Teatr Mały (Tychy) (pl), 2005
- Wiersze (Poèmes), Varsovie, Lampa i Iskra Boża, 2006
- Brzytwa okamgnienia, Wrocław, Biuro Literackie, 2007
- Ekran kontrolny (Écran de contrôle), Wrocław, Biuro Literackie, 2009
- Rubryki strat i zysków (Par pertes et profits), Wrocław, Biuro Literackie, 2011
- Języki obce (Langues étrangères), Wrocław, Biuro Literackie, 2013
- Seria w ciemność (Série dans le noir) (recueil d'œuvres antérieures), Wrocław, Biuro Literackie 2016
- Serce Chopina (Le Cœur de Chopin) (poème), Wrocław, Biuro Literackie 2018[41]
- Najdziwniejsze (Le Plus Étrange), Wrocław, Biuro Literackie 2019[42]
- Bruma, Cracovie, Wydawnictwo a5, 2022

### Prose
- Kolekcja (La Collection), Gdańsk, Marpress, 1999
- Lala (La Poupée), W.A.B., 2006
- Rynek w Smyrnie (Le Marché de Smyrne), W.A.B., 2007
- Balzakiana (À la Balzac), W.A.B., 2008
- Fotoplastikon, W.A.B., 2009
- Saturn. Czarne obrazy z życia mężczyzn z rodziny Goya, W.A.B., 2011
  - en français : Saturne - Peintures noires de la vie des hommes de la famille Goya (dans la traduction de Marie Furman-Bouvard), Noir sur Blanc, 2014  (ISBN 978-2-88250-333-6)
- Kosmografia, czyli trzydzieści apokryfów tułaczych, catalogue de l'exposition "Świat Ptolemeusza. Włoska kartografia renesansowa w zbiorach Biblioteki Narodowej", 2012
- Młodszy księgowy. O książkach, czytaniu i pisaniu, W.A.B., 2013
- Matka Makryna (La Mère Makryna), W.A.B, 2014
- Tajemnica domu Helclów (Le Mystère de la Maison Heltzel), Znak literanova 2015; sous le nom de plume de Maryla Szymiczkowa (avec son partenaire Piotr Tarczyński) collection Profesorowa Szczupaczyńska Zofia, tome 1)
- Dziennik Roku Chrystusowego, W.A.B., 2015[5]
- Nowy Tajny Detektyw, NCK et Fondation Picture Doc 2015 (sélection de documents d'archives avec Barbara Klicka)
- Proteusz, czyli o przemianach. Spacerownik po historii Muzeum Narodowego w Warszawie, Musée national de Varsovie, Serenissima 2015[6]
- Krivoklat, Znak, 2016, dans la traduction de Marie Furman-Bouvard), Noir sur Blanc, 2018  (ISBN 978-2-88250-495-1), 154 pages
- Rozdarta zasłona (Le Rideau déchiré), écrit avec Piotr Tarczyński, Społeczny Instytut Wydawniczy Znak, 2016
- Dysharmonia, czyli pięćdziesiąt apokryfów muzycznych (Disharmonie, ou cinquante apocryphes musicaux), Narodowe Forum Muzyki, 2018 (illustré par Jakub Woynarowski)
- Seans w Domu Egipskim (La Séance dans la maison égyptienne), Znak literanova 2018, (sous le nom de Maryla Szymiczkowa, roman policier écrit avec Piotr Tarczyński collection Profesorowa Szczupaczyńska Zofia, tome 2)
- Ćwiartka papieru, projet littéraire O_KAZ. Literatura o Kazimierzu, 2018
- Ale z naszymi umarłymi (Mais avec nos morts), Wydawnictwo Literackie 2019
- Złoty róg, Znak literanova 2020  (sous le nom de Maryla Szymiczkowa, roman policier écrit avec Piotr Tarczyński collection Profesorowa Szczupaczyńska Zofia, tome 3))

### Traductions
- Philip Larkin, Zebrane (en anglais : Collected Poems), Wrocław, Biuro Literackie 2008
- Kārlis Vērdiņš, Niosłem ci kanapeczkę (en letton : Vedu tev siermaizīti), Wrocław, Biuro Literackie 2009
- Edmund White, Hotel de Dream, Wrocław, Biuro Literackie 2012 (avec Piotr Tarczyński)
- Haïm Nahman Bialik, Pieśni, Cracovie, Austeria 2012 (avec Marzena Zawanowska)
- Francis Scott Fitzgerald, Wielki Gatsby (en anglais : The Great Gatsby), Cracovie, Znak, 2013
- Henry James, Dokręcanie śruby (en anglais : The Turn of the Screw), Varsovie, W.A.B. 2015 (traduit par Witold Pospieszała en 2012 sous le titre W kleszczach lęku)[7].

### Divers
- Six Polish Poets (poète et rédacteur), Londres, Arc Publications 2009
- Free over Blood (Zeszyty Poetyckie (pl)/OFF Press (pl), Londres, 2011, dir. Dawid Jung (pl) et Marcin Orliński (pl))[8]
- Il vetro è sottile. Poeti polacchi contemporanei tradotti da poeti (poète et rédacteur avec Matteo Campagnoli (it)), Bellinzona, Casagrande 2012
- Wielkie, pobrudzone, zachwycone zwierzę (responsable du choix de poèmes de Jarosław Iwaszkiewicz et auteur de la postface), Wrocław, Biuro Literackie, 2013
- La Passion van Gogh, film 2017

## Principales récompenses
- 2005 : Prix littéraire de la fondation Kościelski
- 2007 : Paszport Polityki pour 2006 (catégorie littérature)
- 2008 : titre d'« Ambassadeur de la langue polonaise » décerné par le Conseil de la langue polonaise (pl)
- Nommé en 2007 et 2012 pour le Prix littéraire d'Europe centrale « Angelus » (pl) décerné à Wrocław
- 2014 : nommé pour le Prix de poésie (pl) Wisława Szymborska

## Sur quelques ouvrages

### Saturne
Le livre alterne l'évocation de telle peinture noire et les commentaires généralement féroces de Francisco, Javier (fils), Mariano (petit-fils) sur leurs vies (et peintures) croisées, pendant les dernières années de Goya, en Espagne, puis en France, puis le lourd héritage familial, à la Quinta del Sordo.

### Krivoklat
Le livre se présente comme la confidence (en un seul paragraphe de près de 150 pages) d'un homme, enfermé comme fou, dans les années 2000, au Centre Médical du Château Immendorf (de), prestigieux dépôt d'art, à Wullersdorf, arrondissement de Weinviertel, en Basse-Autriche.
Il se présente comme arroseur d'œuvres à l'acide sulfurique, voire de chefs-d'œuvre, dans des musées célèbres.
L'inventeur de la Méthode Krivoklat est un connaisseur : Je m'honore de n'avoir jamais détruit une œuvre quelconque (p. 14). Il sait apprécier Bosch, Vermeer, Dürer, Rembrandt, Van Gogh, La Tour, Brueghel, Le Titien, Le Tintoret, Kubin, Feininger, Friedrich, Runge, Munch, Chardin, Velasquez, Renoir. Il sait se détourner de peintres moins intéressants, comme Rosalba Carriera (1675-1757), aussi côtés soient-ils. Il se fait prendre une fois à hésiter à vandaliser Memling ou Holbein. Ce qui entraîne à chaque fois procès et enfermement.
Au Centre Médical, l'art-thérapie du docteur Paul Immervoll n'est guère pertinente ni conséquente, dans la mesure même où celui-ci est responsable d'obstructions et de destruction de l'œuvre du patient Zeyetmayer, que Krivoklat aurait peut-être aimé vandaliser.